# Nécronyme
Ne doit pas être confondu avec morinom.
 (novembre 2024).
Si vous disposez d'ouvrages ou d'articles de référence ou si vous connaissez des sites web de qualité traitant du thème abordé ici, merci de compléter l'article en donnant les références utiles à sa vérifiabilité et en les liant à la section « Notes et références ».
Un nécronyme est un prénom, ou une référence au nom, d'une personne décédée. 
Certaines cultures ont des tabous ou des traditions associées au fait de se référer à cette personne. Elles varient d'un extrême à l'autre : ne plus jamais parler du vrai nom de quelqu'un, et par là, utiliser à la place une périphrase ; ou bien au contraire, lui rendre hommage constamment en nommant les choses ou des personnes d'après son nom. 
Par exemple, dans certaines cultures il est fréquent pour un nouveau-né de recevoir le nom (un nécronyme) d'un membre de sa famille récemment décédé ; ou bien au contraire, réutiliser un tel nom serait fortement déconseillé voire interdit. Alors que ces options varient de manière contrastée selon les cultures, l'utilisation de nécronyme reste très fréquente.
La pratique d'utilisation (ou de non-utilisation) du nom de la personne décédée exprime souvent un type de relation avec la personne décédée.

## Exemples
Au Niger, dans la région de Dosso, il existe chez les Zarma une forte croyance au pouvoir du nom face à la fatalité, à l’impuissance. Au moment où les grandes épidémies sévissaient, la survie de l’enfant était une préoccupation majeure pour les parents et la communauté. Le taux de mortalité infantile était très élevé et mère, père, grands-parents, féticheurs cherchaient différents subterfuges pour faire échapper l’enfant à la mort. L’attribution du nom est un de ces moyens. On estime que plus du tiers des noms a un rapport direct avec la mort. Dans l’espoir de voir l’enfant survivre, il peut recevoir dès sa naissance un nécronyme qui est un nom qui exprime la relation d’un parent décédé avec le sujet. Si la mort s’est déjà emparée de celui qui a auparavant porté ce nom alors elle est supposée épargner celui à qui on vient de l’attribuer.
En Italie, il est fréquent d'appeler un (ou une) enfant du prénom d'un frère (ou d'une sœur) décédé en bas âge, parfois même un prénom composé si deux ou plusieurs enfants de la fratrie sont décédés à la suite. C'était également le cas en France jusqu'au début du XXe siècle.
De même, en Corse, le cas se rencontre plusieurs fois, et à double titre, au sein de la fratrie de Napoléon. En effet :
- au moins un frère aîné du futur empereur semble avoir été prénommé ainsi, avant de mourir en bas âge : c'est donc un premier cas de nécronyme.
- Le prénom de naissance de la sœur de Napoléon, Élisa était Maria-Anna, le même que ses trois sœurs aînées décédées en bas âge.
- De plus, cette volonté des parents de Napoléon de nommer ainsi l'un de leurs fils relevait également du nécronyme, récurrent dans toutes les familles nobles, puisqu'il s'agissait d'honorer un autre Napoléon (1717-17 août 1767), illustre grand-oncle du futur empereur Napoléon Ier, et récemment décédé. Les frères de ce Napoléon se prénommaient d'ailleurs Joseph (31 mai 1713-13 décembre 1763), grand-père de l'empereur, et Lucien (8 janvier 1718-16 octobre 1791), comme les deux frères de l'empereur.

Cette thèse est d'autant plus crédible que le prénom Napoléon, même en Corse à cette époque, était extrêmement rare, et que les frères et sœurs de Napoléon ont reçu des prénoms classiques (comme Lucien, Jérôme ou Louis).

## L'ambiguïté
Cette tradition des nécronymes a parfois induit les historiens en erreur. Deux certificats de naissance portant le même nom mènent souvent à confondre deux personnes distinctes. Cette confusion découle souvent de l'impossibilité de savoir qui est qui lorsque se pose la question de rétablir l'attribution des certificats à la bonne personne.
Un des exemples les plus célèbres est Shigechiyo Izumi, qui aurait ainsi « usurpé » son titre de doyen de l'humanité pendant près de dix ans.